# Opstand van Zeven-en-een-halve-dag

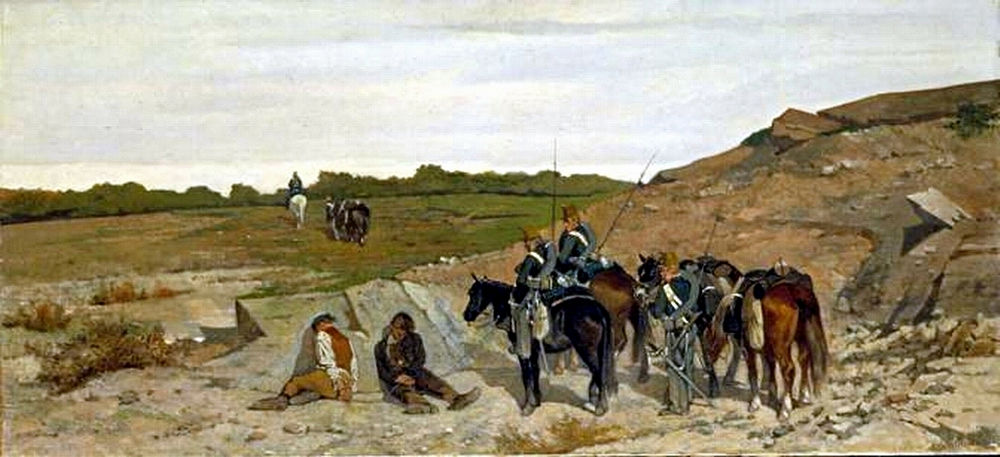
Bendes in Zuid-Italië worden opgejaagd (1864)

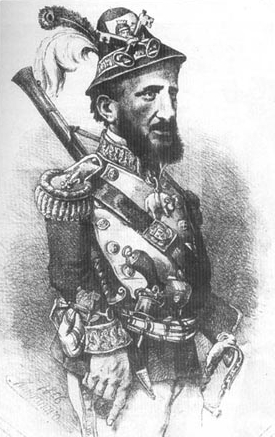
Spotprent van koning Frans II, laatste koning der Beide Siciliën. Hij gedraagt zich als gangster, met op zijn hoed de insigne van de Heilige Stoel.

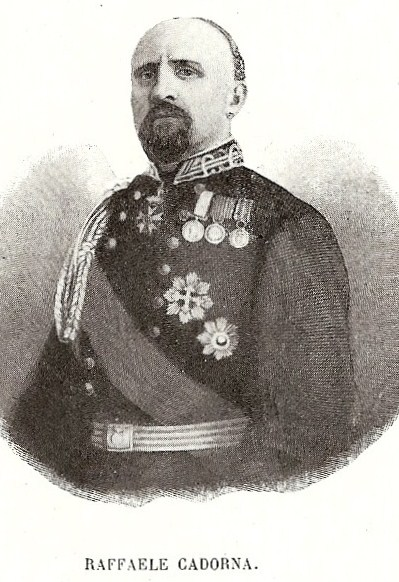
Generaal Cadorna de Oudere slaat de opstand neer.

De Opstand van Zeven-en-een-halve-dag vond plaats in Palermo, hoofdstad van Sicilië, in het jaar 1866 ten tijde van het koninkrijk Italië. Dit was vijf jaar na de afschaffing van het koninkrijk der Beide Siciliën waarbij Zuid-Italië overging naar het eengemaakte Italië.
De opstandelingen kwamen uit alle politieke hoeken. Het was de omvang van de opstand die politieke impact had op het jonge Italië. Veertigduizend Palermitanen uit de stad en de provincie liepen immers met wapens rond. 

## Naam
De opstand liep van 16 september 1866 tot en met 22 september 1866. Dit zijn zeven dagen. De nacht van 15 op 16 september waarin de opstand sluimerde, wordt door Italiaanse historici erbij genomen. Vandaar zeven en een half.

## Oorzaken
- De eerste oorzaak was de grote groep van malcontente Sicilianen in het jonge Italië. Dit waren voormalige (politie-)ambtenaren van het Bourbonregime in de Beide Siciliën, rijke grootgrondbezitters, Roomse geestelijken die onteigend waren, katholieken die het jonge Italië te atheïstisch vonden, republikeinen voor wie Italië geen koninkrijk moest zijn, liberalen, communisten, anarchisten, voormalige Roodhemden of vrijheidsstrijders op de dool, Siciliaanse separatisten en autonomisten, alsook maffiosi.
- Een tweede oorzaak was de zwakte van het jonge Italië zoals het aanvoelde op Sicilië. Vanuit Turijn, de toenmalige hoofdstad, werden strenge wetten afgekondigd en Italië had enkele veldslagen verloren tegen Oostenrijk tijdens de Derde Onafhankelijkheidsoorlog. De Italiaanse regering was gefocust op het sluiten van het Verdrag van Wenen (1866) met de Oostenrijkers. Voeg daaraan toe een choleraepidemie die Palermo teisterde in 1866 en waarin Turijn weinig tot geen interesse had.
- Een derde oorzaak was het al jaren aanslepend probleem van bendevorming in Zuid-Italië. Het Italiaanse leger was sinds 1861, het officiële einde van de Beide Siciliën, meermaals ingezet om ‘briganti’ of rondtrekkende gangsters te ontwapenen. Dit waren al eens voormalige Roodhemden uit het Zuidelijk Leger van Garibaldi die hun wapens nooit hadden ingeleverd in 1861.

## Verloop
In de nacht van 15 tot 16 september 1866 trokken verpauperde boeren uit de omstreken van Palermo de stad binnen. Het ging om drie- à vierduizend man. Hun leiders waren voormalige Roodhemden. In Palermo sloeg de vonk in het kruitvat. Alle stedelingen sloten zich snel aan bij het oproer. Op grote schaal deden mensen mee en bewapenden zich. Het ging om 35.000 à 40.000 gewapende opstandelingen in de stad en de provincie Palermo. Italiaanse soldaten, ambtenaren en een politiecommissaris werden gedood. Er klonken kreten als ‘Leve de Republiek’, ‘Leve koning Frans II’ en ‘Leve de heilige Rosalia’, de beschermheilige van Palermo. Ook werden gelijkenissen getrokken met de Siciliaanse Vespers.
Een revolutionaire junta nam het bestuur in handen. De voorzitter was de prins van Linguaglossa, een trouwe aanhanger van het Bourbonregime, die de terugkeer van Frans II der Beide Siciliën voorzag. De ondervoorzitter van de junta was Francesco Bonafede, een socialist en aanhanger van de republikein Giuseppe Mazzini. 
De revolutionairen bestuurden Palermo gedurende zeven dagen.
Generaal Raffaele Cadorna (1815-1897), ook genoemd Cadorna de Oudere, riep de staat van beleg uit. Hij trok met 40.000 soldaten aan land nabij Palermo; zowel militaire schepen als koopvaardijschepen transporteerden de troepen. De landtroepen werden verder bijgestaan door de Italiaanse Koninklijke Marine die vanuit andere schepen in de baai van Palermo de stad bombardeerde. Het leger sloeg de opstand bloedig neer. Een onbekend aantal van duizenden Palermitanen werden gedood of gekwetst. Een tweeduizend van hen werden gevangen genomen van wie een honderdtal later geëxecuteerd werden. 
Hiermee was het gezag van het Huis Savoye uit Turijn hersteld in Palermo.